# Каратерек (Северо-Казахстанская область)
Каратерек (каз. Қаратерек, до 2000 г. — Херсонское) — село в Уалихановском районе Северо-Казахстанской области Казахстана. Административный центр Каратерекского сельского округа. Код КАТО — 596445100.

## Население
В 1999 году население села составляло 853 человека (437 мужчин и 416 женщин). По данным переписи 2009 года, в селе проживало 497 человек (273 мужчины и 224 женщины).